# 2024年苏州高架连环相撞事故
2024年苏州高架连环相撞事故，指的是于2024年2月23日上午7时许于中华人民共和国江苏省苏州市苏州工业园区娄江快速路发生的一起车辆在高架上连环相撞致使多人受伤的事故。

## 背景

### 道路
发生事故的路段为娄江快速路的高架段，其本身是东西向的快速路，为苏州北环快速路的东延。于2010年6月27日全线完工。

### 气候
在事发前苏州市普降冻雨导致路面结冰，其亦是发生事故的原因。